# Christina Roslyng
Christina "Luffe" Roslyng Christiansen, ogift Hansen, född 10 juli 1978 i Juelsminde, är en dansk tidigare handbollsspelare (vänstersexa).

## Karriär
Roslyng började spela handboll i Klakring, 11 år gammal. Hon började 1997 med spel i Viborgs HK i högsta damligan och gjorde landslagsdebut då hon spelade för Viborg 1998. 2003 bytte hon klubb till Kolding där hon spelade till 2004 då hon slutade när hon var gravid. Hon spelade sedan på vänsterkanten i SønderjyskE  i division 1 2006–2007. Efter det året började hon spela för Viborg HK som hade förlorat Henriette Mikkelsen som var gravid. Hon spelade sedan med förkortad tid i Viborg HK de sista åren.

### Landslagskarriär
Roslyng spelade för det danska U19- och U20-landslaget 1995 till 1997. 1996 vann hon EM-guld och 1997 vann hon VM-guld med ungdomslandslaget i Elfenbenskusten. Hon gjorde landslagsdebut direkt efter VM 1997 den 24 februari 1998 mot Sverige. Danmark vann matchen med 24-16 och Roslyng stod för 2 mål. Hon spelade sedan 129 landskamper och gjorde 299 mål i landslaget. Sista landskampen var 5 juli 2004 mot Ryssland då hon gjorde 7 mål i den danska vinsten 37-28. Största framgången för Christina Roslyng  när hon var med och tog OS-guld i damernas turnering i samband med de olympiska handbollstävlingarna 2000 i Sydney. Roslyng petades däremot av Jan Pytlick inför Aten OS 2004. Hon tog också EM-silver 1998 med Danmark och EM-guld 2002.

## Privatliv
Roslyng gifte sig med 1 juli 2006 med handbollsspelaren Lars Christiansen, och de en son född 25 december 2005. Roslyng vann säsong 3 av tv-programmet Vild med dans 2006 tillsammans med danspartnern Steen Lund. Hon är efter karriären ungdomstränare i moderklubben Klakring IF och har en verksamhet med sportpsykologisk rådgivning förutom ett arbete på en skola.

## Klubbar
- Klakring IF (1989– ?)
- HSR Hornsyld
- Horsens HK ( –1997)
- Viborg HK (juli 1997–2003)
- Kolding IF (2003–2004)
- SönderjyskE (2006[9] - 2007[10] )
- Viborg HK (2007- juni 2008)

## Meriter
- OS-Guld 2000 med Danmarks damlandslag i handboll
- EM-silver 1998 med Danmarks damlandslag u handboll
- EM-guld 2002 med Danmarks damlandslag i handboll
- U19-EM-guld med Danmark 1996
- U20-VM-guld med Danmark 1997
- 5 gånger Dansk Mästare  1999, 2000, 2001, 2002 och 2008 med Viborgs HK
- EHF Cup-titeln med Viborg HK 1999
- Champions League-silver med Viborg HK 2001